# Akademia Nauk Stosowanych w Koninie
Akademia Nauk Stosowanych w Koninie (ANS, do 1 marca 2022 roku: Państwowa Wyższa Szkoła Zawodowa w Koninie) – państwowa wyższa szkoła zawodowa utworzona w 1998 w Koninie.

## Historia
Państwowa Wyższa Szkoła Zawodowa w Koninie została utworzona 1 lipca 1998 na podstawie Rozporządzenia Rady Ministrów z 16 czerwca 1998.  
1 marca 2022 roku uczelnia zmieniła nazwę na Akademia Nauk Stosowanych w Koninie.  

## O uczelni
Studia stacjonarne są w ANS bezpłatne. Absolwenci otrzymują dyplom licencjata, a w przypadku kierunków technicznych – inżyniera. Zdobyte kwalifikacje i dyplom uczelni uprawniają do legitymowania się wykształceniem wyższym pierwszego stopnia oraz stanowią podstawę do podjęcia studiów magisterskich.
ANS składa się z czterech budynków. Ponadto uczelnia oferuje również dostęp do dwóch Domów Studenckich, siłowni oraz do Biblioteki im. prof Mariana Walczaka. Akademia bierze udział w projekcie Erasmus+.
Mury PWSZ w Koninie opuściło do tej pory ponad 17 tys. absolwentów studiów licencjackich, inżynierskich, magisterskich i studiów podyplomowych.

## Wydziały i kierunki kształcenia
ANS oferuje możliwość kształcenia na kilkunastu kierunkach studiów pierwszego i drugiego stopnia (studia licencjackie, inżynierskie i magisterskie) prowadzonych w ramach trzech wydziałów.
- Wydział Nauk Humanistycznych i Społecznych 
  - bezpieczeństwo wewnętrzne
  - filologia
  - języki obce w mediach i biznesie
  - pedagogika
  - resocjalizacja
  - filologia (studia magisterskie)
  - języki obce w mediach i biznesie (studia magisterskie)
- Wydział Nauk Ekonomicznych i Technicznych
  - automatyka i robotyka
  - finanse i rachunkowość
  - informatyka
  - logistyka
  - mechanika i budowa maszyn
  - gospodarka i administracja publiczna (studia magisterskie)
  - zarządzanie i inżynieria produkcji (studia magisterskie)

- Wydział Nauk o Zdrowiu 
  - dietetyka
  - kosmetologia
  - pielęgniarstwo
  - wychowanie fizyczne
  - zdrowie publiczne (studia magisterskie)

## Władze
- Rektor – dr hab. Artur Zimny, prof. PWSZ w Koninie
- Prorektor  – dr Karina Zawieja-Żurowska
- Dziekan Wydziału Nauk Ekonomicznych i Technicznych – dr Anna Waligórska-Kotfas
- Dziekan Wydziału Nauk Humanistycznych i Społecznych– dr Anna Stolarczyk-Gembiak
- Dziekan Wydziału Nauk o Zdrowiu – dr Edyta Bielik
- Kanclerz – mgr Danuta Rakowska